# Ворсино (деревня, Москва)
Во́рсино — деревня в Троицком административном округе Москвы (до 1 июля 2012 года была в составе Подольского района Московской области). Входит в состав поселения Вороновское.

## Население
| 1859 | 1890 | 1899 | 1926 | 2002 | 2006 | 2010 |
| ---- | ---- | ---- | ---- | ---- | ---- | ---- |
| 92   | ↘86  | ↘60  | ↗75  | ↘3   | ↗4   | ↗22  |

Согласно Всероссийской переписи, в 2002 году в деревне проживало 3 человека (мужчина и 2 женщины). По данным на 2005 год в деревне проживало 4 человека.

## География
Деревня Ворсино расположена в восточной части Троицкого административного округа, на правом берегу реки Мочи примерно в 65 км к юго-западу от центра Москвы. В 3 км к востоку от деревни проходит Варшавское шоссе, в 4 км к западу — Калужское шоссе А130, в 6 км к северу — Московское малое кольцо А107, в 9 км к югу — Большое кольцо Московской железной дороги.
К деревне приписано два садоводческих товарищества (СНТ). Связана автобусным сообщением с городом Подольском. Ближайшие населённые пункты — деревни Филино и Бакланово.

## История
Название села, предположительно, произошло от некалендарного личного имени Ворса.
Село Ворсино с деревянной церковью во имя Андрея Стратилата в XV веке было родовым имением бояр Колычёвых, а церковь построена, по всей видимости, в память владельца села — Андрея Фёдоровича Колычова, прадеда святого Митрополита Филиппа. В писцовых книгах Перемышльской волости Московского уезда 1627—1628 гг. сказано:

…село Ворсино, на рѣчкѣ Мочѣ, а въ селѣ храмъ Андрея Стратилата древянъ вверхъ, стоитъ безъ пѣнья, да въ селѣ дворъ вотчинниковъ, въ немъ 2 человѣка дѣловыхъ людей, дворъ прикащика и дв. крестьянской…— Исторические материалы о церквах и сёлах XVI—XVIII ст.
В 1830-х годах в селе была построена каменная церковь на месте старой деревянной.
В «Списке населённых мест» 1862 года — владельческое село 1-го стана Подольского уезда Московской губернии по правую сторону Московско-Варшавского шоссе, из Подольска в Малоярославец, в 21 версте от уездного города и 5 верстах от становой квартиры, при реке Моче, с 9 дворами, православной церковью и 92 жителями (49 мужчин, 43 женщины).
По данным на 1899 год — село Клёновской волости Подольского уезда с 60 жителями, имелась церковно-приходская школа.
В 1913 году — 10 дворов, церковно-приходская школа и усадьба Родионова.
По материалам Всесоюзной переписи населения 1926 года — село Лукошкинского сельсовета Клёновской волости Подольского уезда в 2,1 км от Варшавского шоссе и 14,9 км от платформы Львовская Курской железной дороги, проживало 75 жителей (40 мужчин, 35 женщин), насчитывалось 13 крестьянских хозяйств.
1929—1963, 1965—2012 гг. — населённый пункт в составе Подольского района Московской области.
1963—1965 гг. — в составе Ленинского укрупнённого сельского района Московской области.
С 2012 г. — в составе города Москвы.

## Достопримечательности
В селе находится церковь Иконы Божией Матери Феодоровская, построенная 1834—1837 годах в стиле ампир. В советское время храм закрывался, в 1990-х передан православной церкви, проведён ремонт.
В селе находится комплекс зданий усадьбы Ворсино (XIX век). Усадьба Ворсино, давно не существующая, всё ещё числится объектом культурного наследия местного значения.